# Sélim Cosmao-Dumenez
Pour les articles homonymes, voir Cosmao.
Sélim-Marie Cosmao-Dumenez est un homme politique français né le 29 février 1840 à Pont-l'Abbé (Finistère) et mort le 6 avril 1909 à Paris.

## Biographie
Médecin à Pont-l'Abbé, il est conseiller municipal de la ville de 1874 à 1900, et conseiller général de 1887 à 1904. Il est député du Finistère de 1889 à 1902, siégeant au groupe républicain.
Il était le petit-neveu du contre-amiral Julien Cosmao Kerjulien et cousin du contre-amiral Louis Aimé Cosmao Dumanoir.

## Sources
- « Sélim Cosmao-Dumenez », dans le Dictionnaire des parlementaires français (1889-1940), sous la direction de Jean Jolly, PUF, 1960 [détail de l’édition]